# Hypsiboas cinerascens
Hypsiboas cinerascens är en groddjursart som först beskrevs av Johann Baptist von Spix 1824.  Hypsiboas cinerascens ingår i släktet Hypsiboas och familjen lövgrodor. IUCN kategoriserar arten globalt som livskraftig. Inga underarter finns listade i Catalogue of Life.